# Bacanius franzi
Bacanius franzi är en skalbaggsart som beskrevs av Yves Gomy 1970. Bacanius franzi ingår i släktet Bacanius och familjen stumpbaggar. Inga underarter finns listade i Catalogue of Life.